# Garbajosa
Garbajosa es una pedanía de Alcolea del Pinar, en la provincia de Guadalajara (España)

## Toponimia
El nombre de "Garbajosa" procede de robledal. Al respecto, las poblaciones de melojo y carrasca son abundantes en sus proximidades.

## Ubicación
Pequeño pueblo sito cerca de la N-211 (Alcolea del Pinar-Monreal del Campo). Pertenece al municipio de Alcolea del Pinar. Linda con Aguilar de Anguita, Luzaga, Alcolea del Pinar y Benamira (Soria).

## Historia
Hacia mediados del siglo XIX el lugar, por entonces con ayuntamiento propio, tenía contabilizada una población de 99 habitantes. Aparece descrito en el octavo volumen del Diccionario geográfico-estadístico-histórico de España y sus posesiones de Ultramar de Pascual Madoz de la siguiente manera:

GARBAJOSA: l. con ayunt. en la prov. de Guadalajara (14 1/2 leg.), part. jud. y dióc. de Sigüenza (3 1/2), aud. terr. de Madrid (24 1/2), c. g. de Castilla la Nueva: sit. en llano con buena ventilacion especialmente por N. y SO., goza de clima sano, y las enfermedades mas frecuentes son fiebres catarrales. Tiene 40 casas; la de ayunt.; escuela de instruccion primaria frecuentada por 14 alumnos, á cargo de un maestro sin mas dotacion que la de 4 celemines de trigo que paga cada uno de los discípulos; una igl. parr. (La Aparicion de San Miguel Arcángel), servida por un cura y un sacristan: fuera de la pobl. hay 2 fuentes de ricas aguas que proveen las necesidades del vecindario. Confina el térm. N. Bujarrabal y Alcolea; E. Anguita; S. Aguilar, y O. Benamira: dentro de él se encuentran 2 ermitas, una muy destrozada (San Bartolomé), y otra en buen estado (La Soledad). El terreno, fertilizado por varios arroyuelos que brotan en el térm., es de regular calidad: comprende dos montes, uno pinar hacia el S. y otro chaparral al O. caminos: los locales, la carretera de Madrid á Zaragoza, en la que hay una venta titulada del Gorro, y la que desde aquella se desprende con direccion á Teruel. correo: se recibe y despacha todos los dias en Alcolea del Pinar. prod.: trigo, cebada, avena, yeros, guisantes, patatas, cáñamo, lentejas, leñas de combustible, madera de construccion y buenos pastos, con los que se mantiene ganado lanar, vacuno y yeguar; hay caza de pluma y pelo. ind.: la agrícola y recriacion de ganados. comercio: esportacion de frutos sobrantes, ganado y lana, é importacion de los art. de consumo que faltan. pobl.: 29 vec., 99 alm. cap. prod.: 840,000 rs. imp.: 43,200 contr.: 2,828. presupuesto municipal: 2,000, se cubre por reparto entre los vec.
(Madoz, 1847, p. 308)

La localidad tuvo una agria disputa con los pueblos vecinos de Aguilar de Anguita y Benamira por la propiedad de la ermita de Nuestra Señora del Robusto. En 2009 un incendio acabó con buena parte de su superficie boscosa (teniéndose que cortar la circulación del AVE Barcelona-Madrid como consecuencia del mismo).

## Demografía
| Gráfica de evolución demográfica de Garbajosa entre 1842 y 1960 |
| |
| Población de derecho según los censos de población del INE Población de hecho según los censos de población del INEEntre el censo de 1970 y el anterior, este municipio desaparece porque se integra en el municipio Alcolea del Pinar |